# فترة غنروكو
غنروكو (元禄) هو اسم حقبة يابانية (年号 'نِنغو'، "اسم السنة") بعد حقبة جوكيو وقبل حقبة هوواي. امتدت هذه الفترة إلى سنوات من الشهر التاسع من عام 1688 وحتى الشهر الثالث من عام 1704. وكان الإمبراطور الحاكم هو هيغاشياما-تِنّو (東山天皇)
تعتبر سنوات الغنروكو عادةً العصر الذهبي لفترة إيدو.[بحاجة لمصدر] فقد خلقت المائة عام الماضية من السلام والعزلة في اليابان استقرارًا اقتصاديًا نسبيًا. ازدهرت فيها الفنون والعمارة. ولكن كانت هناك عواقب غير متوقعة عندما قام الشوغونيين بتخفيض جودة العملات المعدنية كاستراتيجية لتمويل استمرار بحبوحة فترة الغِنروكو. تسبب هذا الخطأ الإستراتيجي في تضخم مفاجئ. بعد ذلك، في محاولة لحل الأزمة التي تلت ذلك، قدّم الباكوفو ما أطلق عليه إصلاحات كيوهو.